# Jaguar Mark 2
 (avril 2023).
Si vous disposez d'ouvrages ou d'articles de référence ou si vous connaissez des sites web de qualité traitant du thème abordé ici, merci de compléter l'article en donnant les références utiles à sa vérifiabilité et en les liant à la section « Notes et références ».

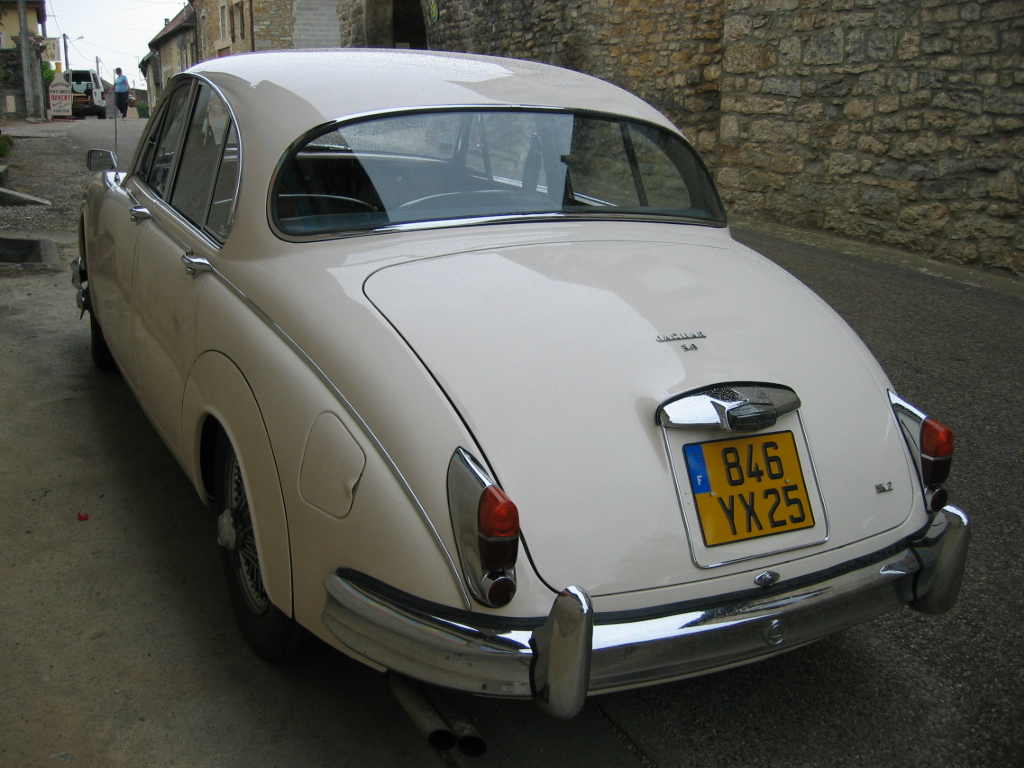

La Jaguar Mark 2 ou MK2 (qui signifie série deux) est un modèle automobile de Jaguar commercialisée de 1959 à 1967. Très prisée en compétition (catégorie tourisme), la MK2 a notamment remporté le Tour de France automobile à quatre reprises consécutives entre les mains de Bernard Consten. C'est également au volant de cette voiture qu'est décédé Jean Bruce, le créateur d'OSS 117 en 1963.
"Plus belle voiture du monde", berline de série "la plus rapide du monde"… les qualificatifs ne manquent pas pour désigner la Mk2.
Elle mettait le sport à portée de volant des pères de famille.
Petite berline Jaguar, elle trouvait sa place à côté des grandes MKVIII, MkIX, MkX et 420.

## Historique
La Mk2 (c’est-à-dire de type 2) a établi la réputation de Jaguar comme voiture de luxe rapide ou berline de sport que tous les autres constructeurs cherchaient à égaler.
Petite berline Jaguar, son nom s’écrit Mk2 et non MkII, à la différence des grandes berlines MkVII, MkVIII, MkIX et MkX qui s’écrivent en chiffres romains.
Les chiffres de production de la Mk2 et de ses dérivés
- Mk2 3.8 entre 1959 et 1967 : 30 070 exemplaires ;
- Mk2 3.4 (1959-1967) : 28 660 exemplaires ;
- Mk2 2.4 (1959-1967) : 2 483 exemplaires ;
- 340 (1967-1968) :  2 630 exemplaires ;
- 240 (1967-1969) : 4 210 exemplaires ;
- Daimler V8/250 (1962-1969) : 17 620 exemplaires ;
- S-Type 3.4 (1963-1968) : 9 830 exemplaires ;
- S-Type 3.8 (1963-1968) : 15 070 exemplaires.

## La berline 2.4 et 3.4 litres (Mk1)
La Mk2 n’est pas un modèle totalement innovant, elle a succédé à la Mk1, première monocoque de la marque.
La dénomination réelle de la Mk1 était berline de 2,4 ou 3,4 litres (2.4 saloon, 3.4 saloon). Cette dénomination officieuse de Mk1 n’a été employée qu’après la sortie de la Mk2.
La Mk1 avait des surfaces vitrées moins généreuses, en particulier en raison de piliers avant et arrière plus massifs et une voie arrière plus étroite que celle de sa suivante.Et des freins à tambours.

## La Mk2

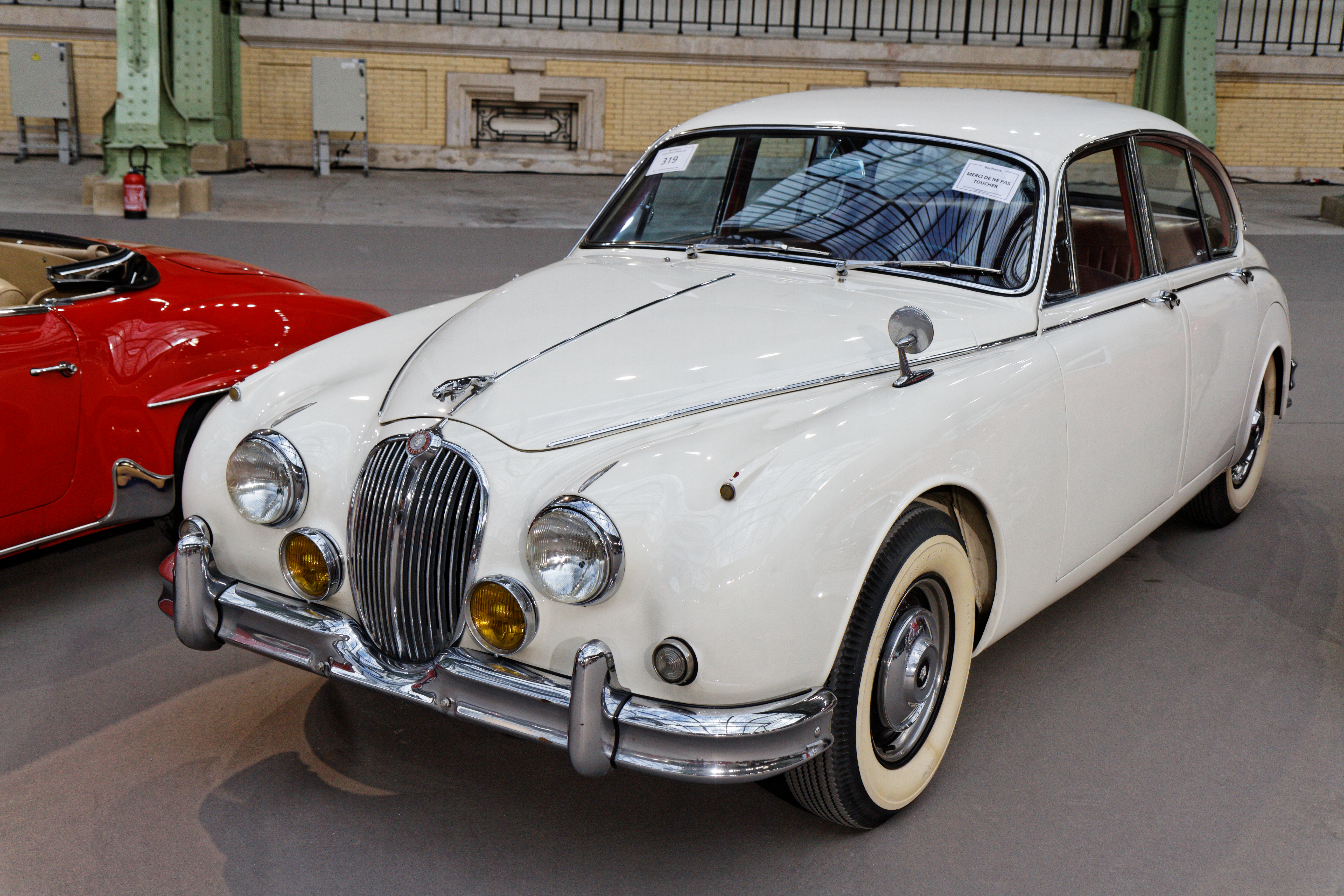
Jaguar Mk2 3.8 Litre Sport Saloon de 1961.

La production s’est étendue de 1959 à 1968 avec quelques évolutions mineures.
La Mk2 existait en trois cylindrées : 2.4, 3.4 et 3,8 litres, avec des transmissions manuelles, avec ou sans overdrive, ou automatiques, surtout pour les États-Unis.
La version 2.4 était une honnête berline sans prétentions avec une certaine mollesse, ce qui n’était plus le cas avec la 3.4. La 3.8 était la plus sportive, elle a couru et gagné de nombreux rallyes dont le Tour de France auto. Elle s’est illustrée aussi dans le Monte-Carlo mais sans le gagner. C’est la grosse MkVII en fin de carrière qui fut la seule Jaguar à remporter cette épreuve, malgré les participations des XK120, XK140, Mk2 et Type E.
La Mk2 a apporté quelques innovations techniques marquantes : des freins à disques aux quatre roues. Des surfaces vitrées agrandies avec des montants fins et chromés. Le moteur XK était le même pour les 3,4 et 3,8 litres hormis l'alésage. La caisse et l'intérieur de tous les modèles Mk2 disposaient de la même finition. La voie arrière plus large que celle de la Mk1 améliorait la tenue de route de l’auto.

## Le numéro de série de l’auto permettait de connaître sa configuration

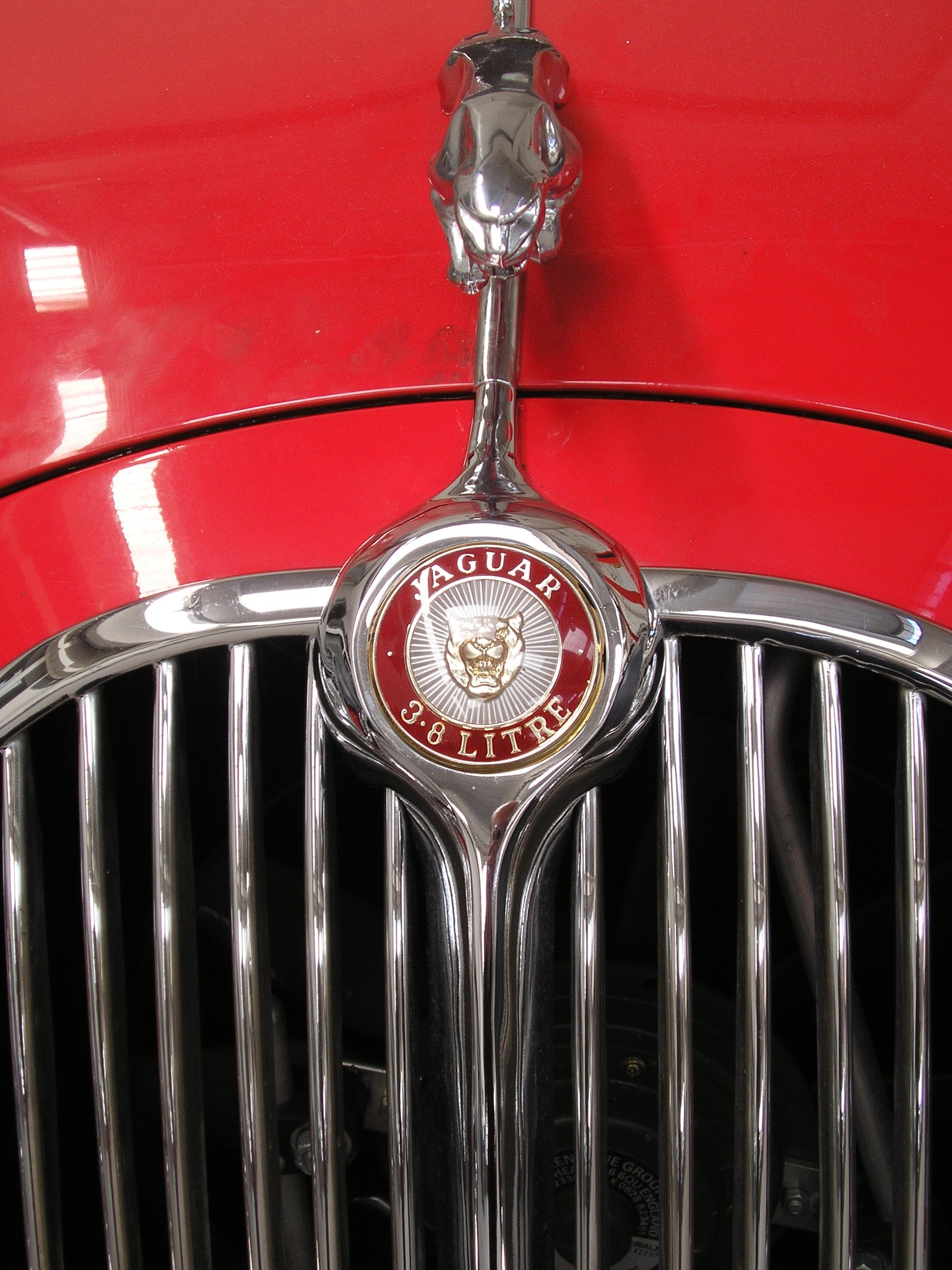
Détail frontal d'une 3.8 Litre.

Une voiture équipée d’un overdrive Laycock de Normanville avait un numéro type finissant par les lettres DN. La transmission automatique Borg Warner un numéro de série type finissant par BW.
Ses performances étaient impressionnantes pour l’époque et restent plus qu’honnêtes quarante ans plus tard (220 ch, 200 km/h, 0-100 km/h en 8,5 secondes).
La Mk2 arriva aussi au moment de la mise en service du réseau autoroutier qui permettait de « croiser » en tout confort à plus de 160 km/h.
Elle a été la première grande routière de sport en permettant aux berlines d’avoir les performances des voitures de sport. Dans les années 1960, elle était tout autant la voiture des truands que celle des policiers (en Grande-Bretagne). Les attaques à main armée de banque ne pouvaient pas être complètes sans une Mk2 de fuite et une Mk2 de poursuite.
C’était une berline luxueuse dans laquelle le cuir, la loupe de noyer et les tablettes de courtoisie (picnic tables) à l’arrière des sièges étaient de série mais, signe des temps, les sièges inclinables à l’avant étaient en option.
Elle s'est forgée un palmarès important sur circuits et en rallyes internationaux aux mains de pilotes de renom, en gagnant beaucoup de courses de catégories tourisme ou tourisme amélioré.
L'usine a fabriqué une très petite série d'une douzaine d'autos chaque année de 59 à 64 nommées "Tour de France". Elles ont été commandées par des pilotes ou des particuliers pour les engager dans des rallyes. Reconnaissables avec une dizaine de spécificités dont : boîtier de direction 3,5 tours, cales en dural pour le train av., renforts des attaches de pont arrière, boîte MOSS close ratio, deux carburateurs SU H8 ou trois carburateurs HD6 ou HD8. Un ou deux réservoirs dans la malle, remplissages par le dessus. Certaines ont eu des éléments de carrosserie en aluminium.

## Les 240 et 340
Les évolutions de l’auto ont été relativement modestes au cours de sa « vie ». Les deux dernières années ont vu les modèles 2.4 et 3.4 être remplacés par les 240 et 340.
Ces versions de Mk2 faisaient descendre le niveau de prestations offert. Elles n’étaient commercialisées que dans les deux motorisations basses de la gamme, 2,4 et 3,4 litres, d’où leurs noms. La sellerie était en vinyle et non plus en cuir, il n’y avait plus de tablettes pic-nic à l’arrière et les pare-chocs étaient fins comme ceux de la S-Type. Pour les modèles commercialisés en Grande-Bretagne, les feux antibrouillards n'étaient plus de série. On les reconnait tout de suite à leurs pare-chocs fins de type S.

## La S-Type

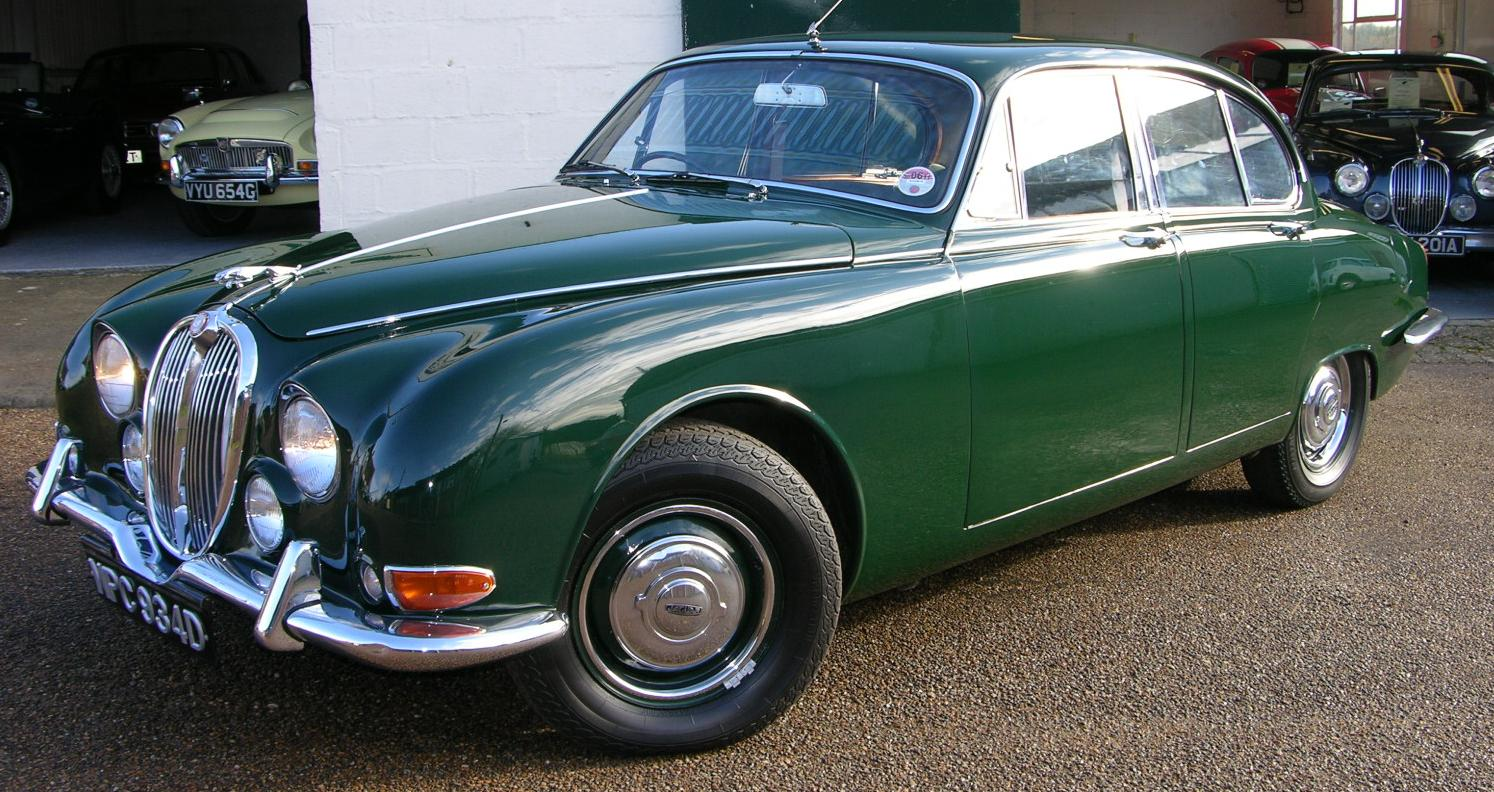
Jaguar S-Type 3.8L de 1966.

En 1963, Jaguar décida d’introduire une nouvelle variante luxueuse de sa berline phare la Mk2, utilisant aussi le moteur XK qui venait prendre une place entre la petite Mk2 et la grosse MkX.
La S-Type était proposée en deux versions 3,4 et 3,8 litres. Une version 2.4 ne cadrait pas avec l’image luxueuse de la voiture.
En fait ce fut plus un nouveau modèle qu'une évolution. La caisse est totalement différente. Modifiée à l’avant avec une calandre spécifique, des phares surmontés de petites visières et des pare-chocs minces. L’arrière ressemblait à celui de la MkX posée sur une suspension indépendante qui donnait une conduite améliorée et plus confortable.
La plupart des acheteurs optèrent pour la version 3.8 la plus puissante quoique la 3.4 n’ait pas été sous motorisée. Moins rapide que la Mk2 puisque 200 kg plus lourde, la tenue de route était cependant reconnue meilleure et très efficace grâce à sa nouvelle suspension arrière indépendante. Qui était la même en plus large que celle des Type E. Les boiseries étaient beaucoup plus belles et les cuirs Connolly mieux finis.

## La 420

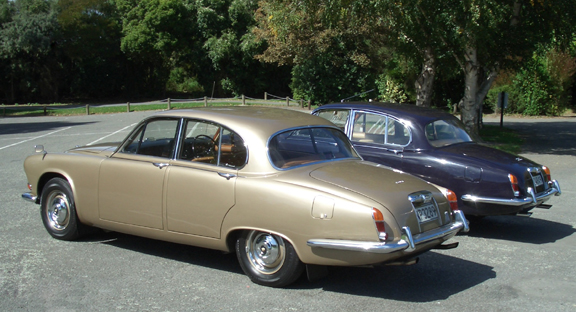
Jaguar 420 Daimler Sovereign.

La 420 n'était pas une MkX mais une S type dont la carrosserie lui ressemblait, et dont la cylindrée était passée de 3,8 à 4,2 litres. C'est la seule qui fut équipée en série d'une direction assistée Marles Varamatic 3,5 tours. Seulement quelques dernières S et MK2 en bénéficièrent en 1967 et 1968.

## Jaguar XJ et après
Par souci de simplification, Williams Lyons souhaita remplacer toutes les berlines et limousines de la marque par une seule auto, fin 1968.
La sortie de la Jaguar XJ6 éteignit ainsi la production des 240, 340, 420 et S-Type.
Trente ans plus tard, une nouvelle S-Type a été mise sur le marché par la firme de Coventry portant des traits évoquant fortement ses devancières Mk2 et S-Type.

## Titres internationaux
- Championnat d'Allemagne des circuits : 1961 (Peter Lindner) et 1963 (Peter Nöcker) ;
- premier Championnat d'Europe FIA des voitures de tourisme : 1963 (Peter Nöcker) ;
- Championnat d'Australie de Tourisme : 1962 et 1963 (Bob Jane) ;
- Championnat d'Australie de Tourisme : 1960 et 1961 (avec la Mark 1 3.4L. de David McKay puis de Bill Pitt).

## Victoires internationales notables
- 6 Heures de Brands Hatch 1962, avec Michael Parkes et Jimmy Blumer (2es Peter Lindner et Peter Nöcker)[1] ;
- 6 Heures de Brands Hatch 1963, avec Roy Salvadori et Denny Hulme (2es Peter Lindner et Peter Nöcker)[2] ;
- 6 Heures du Nürburgring 1963, avec Peter Lindner et Peter Nöcker[3] ;
- European Touring Car Challenge Zolder 1963, avec Peter Nöcker (devant John Sparrow, même voiture)[4] ;
- European Touring Car Challenge Zandvoort 1963, avec John Sparrow[5] ;
- Course de côte de Timmelsjoch 1963, avec Peter Nöcker[6] ;
- Guia Race of Macau 1965, avec l'américain George Baker.

## Victoires anglaises notables
- 1961 à 1963 : 9 succès de classe D en Championnat britannique des voitures de tourisme pour Graham Hill avec sa Jaguar Mk II 3.8L.
- 1961 à 1962 : 7 succès pour Mike Parkes dans la même classe.
- 1960 à 1963 : 4 succès pour Roy Salvadori dans la même classe.
- 1960 à 1962 : 2 succès pour Jack Sears dans la même classe.
- 1961 : 1 pour Gawaine Baillie dans la même classe.

## Victoires allemandes notables
- 6 Heures du Nürburgring ACS, le 11 juin 1961 (avec P. Lindner et P. Nöcker) ;
- 6 Heures du Nürburgring ADAC, le 17 juin 1962 (avec P. Lindner et P. Nöcker) ;
- 12 Heures du Nürburgring ADAC, le 14 juillet 1963 (avec P. Lindner et P. Nöcker) ;
- Avusrennen, le 6 octobre 1963 sur Jaguar E-type Lightweight (avec P. Lindner).

## Palmarès français en rallye
Avec Bernard Consten (Tourisme) :

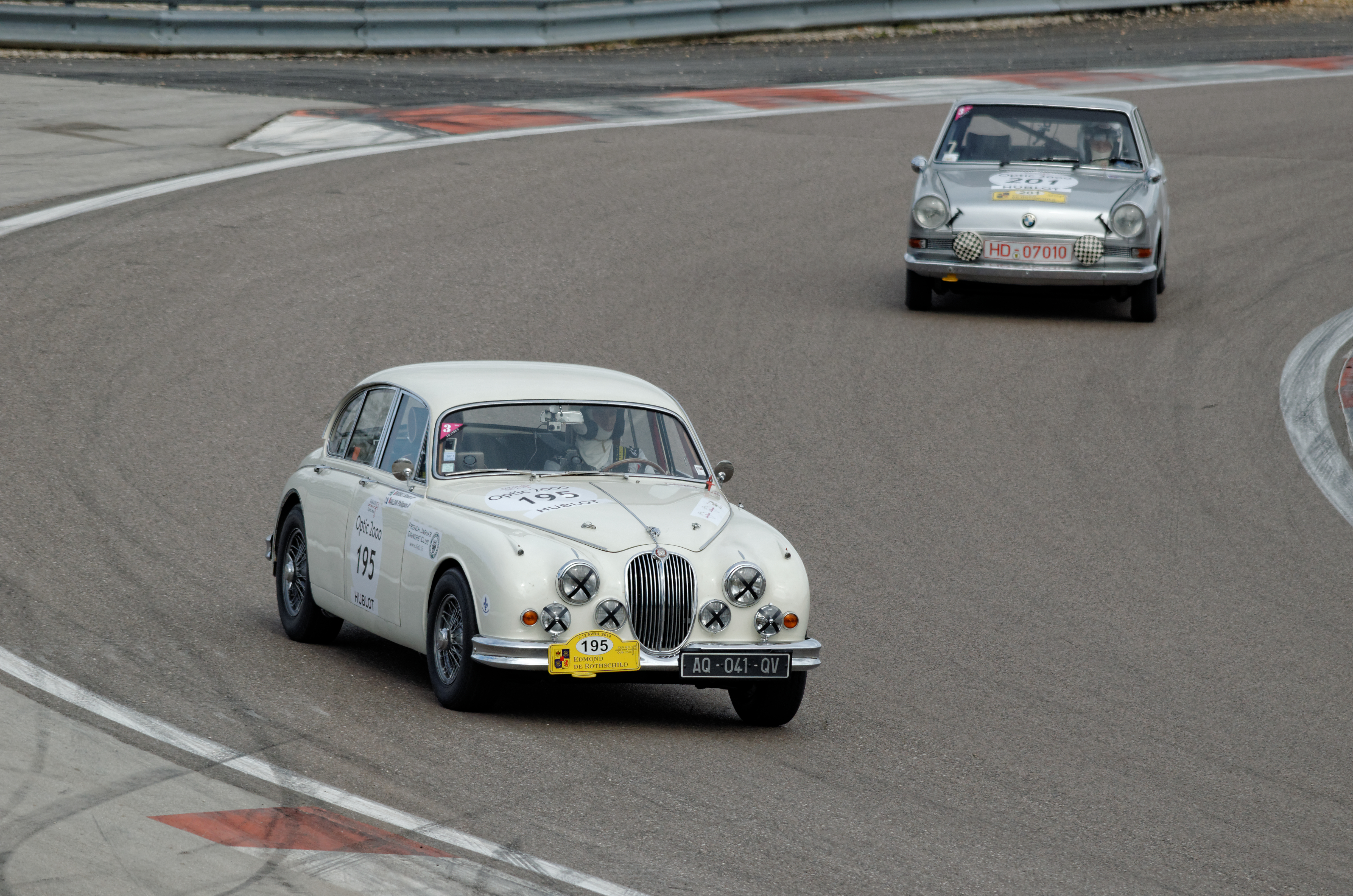
Jaguar Mk2 en action.

- Championne de France des rallyes en 1961 et 1962 (alors avec aussi la Renault Dauphine 1093) ;
- Tour de France automobile : 1960, 1961, 1962 et 1963 ;
- Rallye des Routes du Nord : 1961 et 1962 ;
- Rallye des Lions : 1961 ;
- Rallye du Touquet : 1962 ;
- Rallye de Lorraine : 1962 ;
- Rallye de Picardie : 1963 ;
- avec Annie Soisbault, Coupe des Dames du Tour de France automobile : 1963 (et 2e du classement GT).

## Au cinéma
- Le Corniaud (1965),
- Ces messieurs de la gâchette,
- Inspecteur Morse (série télévisée) (son véhicule de service est une MK 2),
- Withnail et moi ...

### Filmographie propre
Jaguar MK2, le félin éternel, film documentaire réalisé par Fabrice Maze. Une co-production Seven Doc, Gemka et Screen Services, sortie en 2000.